# Lista de deputados estaduais de Goiás da 9.ª legislatura
Essa é uma lista de deputados estaduais de Goiás eleitos para o período 1979-1983. 38 deputados.

## Composição das bancadas
| Partido | Líder           | Bancada | Posição  |
| ------- | --------------- | ------- | -------- |
| ARENA   | Helenês Cândido | 21 / 38 | Governo  |
| MDB     | Joaquim Roriz   | 17 / 38 | Oposição |

## Deputados estaduais
Na disputa pelas 38 vagas da Assembleia Legislativa de Goiás a ARENA conquistou 21 vagas contra 17 do MDB.
| Número | Deputados estaduais eleitos      | Partido | Votação | Percentual | Cidade onde nasceu    | Unidade federativa |
| 15555  | Joaquim Roriz                    | MDB     | 20.645  |            | Luziânia              | Goiás              |
| 11538  | Wolney Siqueira                  | ARENA   | 20.099  |            | Pirenópolis           | Goiás              |
| 15498  | Mauro Borges Júnior              | MDB     | 19.340  |            | Goiânia               | Goiás              |
| 15955  | Derval de Paiva                  | MDB     | 19.285  |            | Cumari                | Goiás              |
| 11761  | Ibsen de Castro                  | ARENA   | 19.257  |            | Morrinhos             | Goiás              |
| 11301  | Hélio Seixo de Brito Júnior      | ARENA   | 19.013  |            | Inhumas               | Goiás              |
| 11273  | Juracy Xavier Teixeira           | ARENA   | 18.469  |            | Porteiras             | Ceará              |
| 11575  | Domingos Venâncio de Almeida     | ARENA   | 18.044  |            | Jaraguá               | Goiás              |
| 11337  | Gilson Machado de Araújo         | ARENA   | 17.942  |            | Goiânia               | Goiás              |
| 11532  | Manoel Libânio de Araújo         | ARENA   | 17.510  |            | Formosa               | Goiás              |
| 15922  | José Elias Fernandes             | MDB     | 16.759  |            | Guapó                 | Goiás              |
| 11180  | Sérgio Ramos Caiado              | ARENA   | 16.580  |            | Anápolis              | Goiás              |
| 11103  | Ênio Paschoal                    | ARENA   | 15.726  |            | Catalão               | Goiás              |
| 11254  | Adjair de Lima e Silva           | ARENA   | 15.654  |            | Iporá                 | Goiás              |
| 11910  | Habid Gabriel Issa               | ARENA   | 15.230  |            | Anápolis              | Goiás              |
| 11675  | Wander Arantes de Paiva          | ARENA   | 14.743  |            | Santa Helena de Goiás | Goiás              |
| 11533  | Clarismar Fernandes dos Santos   | ARENA   | 14.557  |            | Goiânia               | Goiás              |
| 11404  | Ataíde Rodrigues Borges          | ARENA   | 14.512  |            | Itumbiara             | Goiás              |
| 15422  | Wolney Martins de Araújo         | MDB     | 14.411  |            | Catalão               | Goiás              |
| 15703  | Manoel da Costa Lima             | MDB     | 14.078  |            | Serranópolis          | Goiás              |
| 11960  | Alziro Gomes                     | ARENA   | 13.252  |            | Imperatriz            | Maranhão           |
| 11881  | Paulo Rezek Andery               | ARENA   | 13.121  |            | Gália                 | São Paulo          |
| 11672  | César Franklin de Carvalho Aires | ARENA   | 13.005  |            | Carolina              | Maranhão           |
| 11912  | Helenês Cândido                  | ARENA   | 12.773  |            | Morrinhos             | Goiás              |
| 11368  | Eurico Veloso do Carmo           | ARENA   | 12.561  |            | Rio Verde             | Goiás              |
| 15359  | Osório Santa Cruz                | MDB     | 12.547  |            | Rio Verde             | Goiás              |
| 11113  | Humberto Xavier                  | ARENA   | 12.447  |            | Quirinópolis          | Goiás              |
| 15454  | Frederico Jaime Filho            | MDB     | 12.252  |            | Pirenópolis           | Goiás              |
| 15775  | Aparecido Antônio de Paula       | MDB     | 11.987  |            | Inhumas               | Goiás              |
| 15627  | Waterloo Araújo                  | MDB     | 11.819  |            | Tupaciguara           | Minas Gerais       |
| 11350  | José Denisson de Souza           | ARENA   | 11.657  |            | Silvânia              | Goiás              |
| 15271  | Juarez Magalhães de Almeida      | MDB     | 10.498  |            | Formosa               | Goiás              |
| 15783  | Milton Alves Ferreira            | MDB     | 10.325  |            | Patos de Minas        | Minas Gerais       |
| 15945  | João Divino                      | MDB     | 10.001  |            | Goiânia               | Goiás              |
| 15348  | João Felipe                      | MDB     | 9.982   |            | Catalão               | Goiás              |
| 15914  | Vicente Miguel da Silva e Souza  | MDB     | 9.667   |            | Catalão               | Goiás              |
| 15315  | Joceli Machado                   | MDB     | 9.386   |            | Pirenópolis           | Goiás              |
| 15259  | Línio Ribeiro de Paiva           | MDB     | 9.306   |            | Araguari              | Minas Gerais       |